# Turó Rodó (Mediona)
El Turó Rodó és una muntanya de 503 metres que es troba al municipi de Mediona, a la comarca de l'Alt Penedès.